# Noodle (film)
Noodle (נודל) è un film del 2007 diretto da Ayelet Menahemi.